# Чеський Штернберк (замок)
Град Чеський Штернберк (чеськ. Český Šternberk hrad) — замок в Чехії розташований поблизу Бенешова за 40 км на південний схід від Праги. Замок споруджений на високій скелі, яку огинає річка Сазава.

## Історія
З моменту заснування в 1241 році замок належав роду Штернберків на гербі яких зображена восьмикінечна зірка — звідси й назва замку (нім. Stern — зірка). 
Ранньоготична фортеця на скелі була однією з найнеприступніших будівель Чехії. Замок жодного разу не був захоплений ворогами в ході бойових дій.
Під час Гуситських війн в 1430—1432 роках при облозі град постраждав від руйнувань, згодом був відремонтований новими власниками. Після пожежі впродовж 16 століття відбувається його відновлення в стилі ренесанс. Під час Тридцятирічної війни відбуваються нові руйнування і пожежа.
З 1693 по 1945 рік власниками замку були Ліхтенштейни, які поступово здійснювали дрібні ремонтні роботи в стилі бароко, проте комплекс занепадав, перетворюючись на руїни. У 1886 році почалася реконструкція у дусі романтичного історизму за проектом віденського архітектора К. Кайсера, в ході якої первинне ядро було розширене додаванням нових об'єктів. Реконструкція замку була завершена розбиттям живописного парку в 1907—1909 роках. Знову постраждав під час Другої світової війни. Вперше був відкритий для публіки в 1947 році.
В 1949 році замок був націоналізований, а в 1992 році повернений нинішньому господареві, де він і зараз проживає зі своєю родиною.
В даний час замок є туристичною визначною пам'яткою, в літній сезон проводяться екскурсії по замку.

## Інтер'єр
Внутрішні інтер'єри замку дійшли до нас у стилі бароко. В них розміщена велика колекція гравюр, срібного посуду, живопису і мисливських трофеїв.
Лицарський Зал в формі п'ятикутника повторює форму стародавнії укріплень на місці замку. Жовтий і Дамський салони є типовими покоями в стилі рококо. В бібліотеці зібрана колекція видань 19 століття і декілька десятків фоліантів середньовічної епохи. В Салоні для сніданків розміщена колекція срібних мініатюр початку 19 століття.
Колекція гравюр епохи Тридцятирічної війни вважається однією з найбільших в Європі. Стелі Лицарського та Золотого салонів багато прикрашені барочним живописом. Автором цих розписів є італійський живописець Карл Брентан. Окрема експозиція присвячена життю видатного діяча епохи чеського національного відродження — князя Кашпара Штернберка.